# Alstonia neriifolia
Alstonia neriifolia är en oleanderväxtart som beskrevs av David Don. Alstonia neriifolia ingår i släktet Alstonia och familjen oleanderväxter. Inga underarter finns listade i Catalogue of Life.